# 길지영
길지영(Jenny, 1989.09.19)은 대한민국의 e-스포츠 팀 히어로즈 오브 더 스톰, 오버워치 마이티 프로게임단 前 대표 이자 뷰티 컨설턴트, 강사, 메이크업 아티스트, 헤어 디자이너, 블로거로 활동 중이다. 現 상하이 드래곤즈의 문병철 감독의 아내다.

## 미디어 출연
- KBS 2TV 아침 방송 "셀프염색 잘하는법" 출연
- 네이버TV캐스트 열린사람들 《미개인》 "도전하는 사람이 아름답다" 출연
- OGN 게임플러스 "E-스포츠 최초의 여성 단장"[깨진 링크(과거 내용 찾기)] 출연

## 저서
- 청년 사이 꿈을 묻다 - 민중의소리, 2017.7. 바꿈 청년네트워크 공동저서

## 수상
- 뉴스타운  2016 NAF 대한민국 우수경영 브랜드 대상 (프로게임단 부분)

## 주요경력
- 최가을 헤어드레서 부평점
- 스팰라랜드 두피관리사 압구정점
- 자끄데상쥬 헤어살롱 강남삼성타운점
- 자끄데상쥬 헤어살롱 대치점
- 에뛰드하우스 프로모션팀
- 아모레퍼시픽 헤라
- 아모레퍼시픽 교육강사
- 동아TV DIAF 신진 디자이너 패션쇼 메이크업 담당
- COEX 서울국제화장품 미용산업 박람회 메이크업 페스티벌 어워드 심사위원 위촉
- 직업전문인 초청강연회 (미용) 선화여중 강의
- 부원여자중학교 진로체험학습 메이크업 강의
- 국제미용가연합회 대한민국 뷰티 아티스트 엑스포 콘테스트 헤어분야 국제 심사위원장 위촉
- 인천 아시안게임 뷰티 페스티벌 헤어 & 메이크업 담당
- 부평여자고등학교 진로 체험학습 메이크업 강의
- 한국 메이크업 전문가 협회 운영위원
- 한국 메이크업 전문가 협회 메이크업 자격증 심사위원
- 한국 메이크업 전문가협회 에어브러쉬 자격증 심사위원
- 국제 미용가연합회 속눈썹 연장술 국제 ISO 자격증 심사위원
- 디오사 코스메틱 브랜드 고문
- 이가자뷰티아카데미 인천점 실장
- 이가자뷰티아카데미 속눈썹 연장술 강의
- 이가자뷰티아카데미 신부화장 강의
- 이가자뷰티아카데미 네일아트 국가자격증 강의
- 한국메이크업직업교류협회 운영위원
- 청년문화포럼 청년후원단 공식후원위원
- 마이티 프로게임단 엔터테인먼트 대표
- 반려동물 편집샵 "마티스펫" 운영

## 자격사항
- 헤어미용 국가 면허증
- 교원자격증 미용실기교사
- 고용노동부 직업능력개발훈련교사 (미용) 자격증
- 한국 분장예술인협회 메이크업 아티스트 3급자격증
- 한국 메이크업전문가협회 메이크업 아티스트 2급 자격증
- 한국 메이크업전문가협회 메이크업 아티스트 1급 기술 강사 자격증
- 한국 업스타일전문가협회 업스타일 3급 자격증
- 한국 업스타일전문가협회 업스타일 2급 자격증
- 한국 업스타일전문가협회 업스타일 1급 인증강사 자격증
- 한국 메이크업전문가협회 에어브러쉬 분장사 2급 자격증
- 한국 메이크업전문가협회 에어브러쉬 분장사 1급 자격증
- 대한발관리사협회 발관리사 자격증
- 프로네일협회 네일아트 2급 자격증
- 국제 ITF 트리콜로지스트 자격증
- 한국 뷰티스타일리스트협회 뷰티스타일리스트 3급 자격증
- 한국 뷰티스타일리스트협회 뷰티스타일리스트 2급 자격증
- 한국 뷰티스타일리스트협회 뷰티스타일리스트 1급 기술강사 자격증
- 속눈썹 extension 1급 자격증
- 국제미용가연합회 속눈썹연장술 국제 ISO 인증강사 자격증
- 한국메이크업전문가협회 웨딩 스타일리스트 3,2,1급 자격증
- 한국메이크업전문가협회 웨딩 스타일리스트 기술강사 자격증
- 한국메이크업전문가협회 뷰티 일러스트 3,2,1급 자격증
- 한국메이크업전문가협회 뷰티 일러스트 기술강사 자격증
- 국제미용가연합회 국제 ISO 헤어 인증강사 자격증
- 국제미용가연합회 국제 ISO 경락 1급 자격증
- 방송 특수분장 Diploma 수료
- Collar watch Diploma 수료
- Trend watch Diploma 수료
- 한국반려동물자격협회 반려동물관리사 1급 자격증